# Amazon Virtual Private Cloud
Amazon Virtual Private Cloud (VPC) és un servei comercial de computació en núvol que proporciona un núvol privat virtual mitjançant el subministrament d'una secció aïllada lògicament del núvol d'Amazon Web Services (AWS). Els clients empresarials poden accedir a Amazon Elastic Compute Cloud (EC2) a través d'una xarxa privada virtual basada en IPsec. A diferència de les instàncies EC2 tradicionals a les quals Amazon assigna números IP interns i externs, el client pot assignar números IP de la seva elecció d'una o més subxarxes.

## Comparació amb núvols privats
Amazon Virtual Private Cloud pretén oferir un servei similar als núvols privats mitjançant tecnologia com OpenStack o HPE Helion Eucalyptus. Tanmateix, els núvols privats solen utilitzar tecnologia com ara l'allotjament d'aplicacions OpenShift i diversos sistemes de bases de dades. Els experts en seguretat al núvol adverteixen que hi pot haver riscos de compliment, com ara la pèrdua de control o la cancel·lació del servei en l'ús de recursos públics que no existeixen amb els sistemes interns. Si Amazon demanen registres de transaccions sobre un VPC mitjançant una carta de seguretat nacional, és possible que legalment no se'ls permeti informar al client de la violació de la seguretat del seu sistema. Això seria cert encara que els recursos reals de VPC estiguessin en un altre país. L'API utilitzada per AWS només és parcialment compatible amb la d'HPE Helion Eucalyptus i no és compatible amb altres sistemes de núvol privat, de manera que la migració des d'AWS pot ser difícil. Això ha provocat avisos de la possibilitat d'un bloqueig a una tecnologia específica.

## Adreçament IP
L'adreça IP a Amazon Virtual Private Cloud (VPC) fa referència a l'assignació d'adreces IP als recursos dins d'una VPC. VPC és una solució d'Amazon Web Services (AWS) per proporcionar entorns de xarxa aïllats per als recursos d'AWS. Les adreces IP d'un VPC s'utilitzen per a la comunicació entre recursos dins del VPC, així com per a la comunicació entre el VPC i Internet.
Hi ha dos tipus d'adreces IP utilitzades en un VPC: adreces IP privades i adreces IP públiques. Les adreces IP privades s'utilitzen per a la comunicació entre instàncies dins del VPC, mentre que les adreces IP públiques s'utilitzen per a la comunicació entre el VPC i Internet.
Amazon VPC ofereix diverses opcions per a la gestió d'adreces IP, com ara l'ús d'adreces IPv4 i IPv6, l'assignació automàtica d'adreces IP privades i la possibilitat d'assignar adreces IP privades estàtiques. A més, Amazon VPC ofereix l'opció d'associar adreces IP elàstiques amb instàncies per garantir adreces IP públiques persistents.
Mitjançant l'ús d'Amazon VPC, els clients poden tenir un control total sobre la configuració de xarxa dels seus recursos AWS, proporcionant una seguretat i un aïllament més elevats en comparació amb el model tradicional d'arrendament compartit de la informàtica en núvol públic.

## Connectivitat
AWS VPC permet als usuaris connectar-se a Internet, al centre de dades corporatiu d'un usuari i als VPC d'altres usuaris.
Els usuaris es poden connectar a Internet afegint una passarel·la d'Internet al seu VPC, que assigna al VPC una adreça IPv4 pública.
Els usuaris es poden connectar a un centre de dades configurant una connexió de xarxa privada virtual de maquinari entre el centre de dades i el VPC. Aquesta connexió permet a l'usuari "interactuar amb les instàncies d'Amazon EC2 dins d'una VPC com si estiguessin a la xarxa existent [de l'usuari]".
Els usuaris també poden encaminar el trànsit d'un VPC a un altre VPC mitjançant adreces IP privades i es poden comunicar com si estiguessin a la mateixa xarxa. El peering es pot aconseguir connectant una ruta entre dos VPC del mateix compte o dos VPC de diferents comptes de la mateixa regió. El peering de VPC és una connexió un a un, però els usuaris es poden connectar a més d'un VPC alhora.
Per aconseguir una connexió d'un a molts entre VPC, podeu implementar una passarel·la de trànsit (TGW). A més, podeu connectar els vostres VPC als vostres sistemes locals utilitzant la passarel·la de trànsit.

## Seguretat
La seguretat d'AWS VPC és doble: en primer lloc, AWS VPC utilitza grups de seguretat com a tallafoc per controlar el trànsit a nivell d'instància, alhora que també utilitza llistes de control d'accés a la xarxa com a tallafoc per controlar el trànsit a nivell de subxarxa. Com a altra mesura de privadesa, AWS VPC ofereix als usuaris la possibilitat de crear "instàncies dedicades" al maquinari, aïllant físicament les instàncies dedicades de les instàncies no dedicades i les instàncies propietat d'altres comptes.
AWS VPC és gratuït i els usuaris només paguen pel consum de recursos EC2. Tanmateix, si els usuaris decideixen accedir a VPC mitjançant una xarxa privada virtual (VPN), hi ha un càrrec.